# Лакалье Поу, Луис Альберто
Луис Альберто Апарисио Алехандро Лакалье Поу (исп. Luis Alberto Aparicio Alejandro Lacalle Pou; род. 11 августа 1973, Монтевидео) — уругвайский юрист, политический и государственный деятель; президент Уругвая (2020—2025) после победы на всеобщих выборах в 2019 году.

## Биография

### Ранний период
Родился в Монтевидео в семье будущего президента Уругвая Луиса Альберто Лакалье Эррера и Джулии Поу (будущей сенатора и первой леди страны). Начальное и среднее образование Луис Альберто Лакалье Поу получил в Британских школах Монтевидео. В 1998 году окончил юридический факультет Католического университета Уругвая.

### Политическая карьера
На всеобщих выборах 1999 года был избран представителем департамента Канелонес на срок 2000—2005 годов в палату депутатов Уругвая. В 2004 году был переизбран в составе фракции эрреристов Национальной партии, основанной его прадедом Луисом Альберто де Эррера. В 2009 году был переизбран в третий раз подряд и прослужил до 2015 года. Карьера Луиса Альберто Лакалье Поу похожа на жизненный путь Педро Бордаберри, также сына бывшего президента Уругвая, который последовал за своим отцом в политику.

#### 2014 год
30 марта 2014 года Луис Альберто Лакалье Поу выставил свою кандидатуру на пост президента. 1 июня 2014 года был избран в качестве единого правого кандидата от своей партии на всеобщих выборах в октябре. 30 ноября 2014 года уступил во втором туре президентских выборов Табаре Васкесу.

#### 2019 год
В 2019 году на президентских праймериз Луис Альберто Лакалье Поу соревновался с Энрике Антией, Карлосом Яфиглиолой, Хорхе Ларраньягой и с новым кандидатом Хуаном Сартори, с которым сложились напряжённые отношения. Луис Альберто обвинил его в распространении ложных новостей, за некоторые из этих случаев Хуан Сартори был привлечён к ответственности. Луис Альберто набрал 53 % голосов и объявил Беатрис Архимон кандидатом на пост вице-президента.
24 ноября 2019 года Луис Альберто Лакалье Поу получил 48,71 % неофициальных голосов во втором туре всеобщих выборов 2019 года. Его оппонент, кандидат от «Широкого фронта» и бывший мэр Монтевидео, Даниэль Мартинес получил 47,51 % голосов. Избирательный суд Уругвая опубликовал официальные результаты 29 ноября 2019 года, так как необходимо было подсчитать точную разницу голосов между двумя кандидатами, которая была минимальной. Даниэль Мартинес на тот момент не уступал в президентской гонке, но Луис Альберто Лакалье Поу неофициально объявил себя победителем, так как уже подсчитанные голоса становились необратимой тенденцией. 30 ноября 2019 года окончательный подсчет голосов подтвердил, что победителем стал Луис Альберто Лакалье Поу, получивший 48,8 % от общего числа голосов, а Даниэль Мартинес 47,3 % голосов избирателей. Когда он вступит в должность, то станет первым президентом от Национальной партии с тех пор как его отец покинул пост в 1995 году.

### Президентство
Лакалье вступил в должность 1 марта 2020 года. После конституционной присяги перед Генеральной Ассамблеей он вместе с вице-президентом Беатрис Архимон проехал по проспекту Либертадор на кабриолете Ford V8 1937 года выпуска, который принадлежал его прадеду Луису Альберто де Эррере. Парад закончился на площади Независимости, где он получил президентский пояс от уходящего президента Табаре Васкеса.
Лакалье объявил во время своей избирательной кампании о введении пакета правительственных мер посредством закона о срочном рассмотрении, прерогатива исполнительной власти в Уругвае, который позволяет ей направить в Генеральную Ассамблею законопроект с безапелляционным сроком в 90 дней. Пандемия коронавируса задержала представление законопроекта, который официально вошел в парламент лишь 23 апреля 2020 года.

#### Кабинет
Лакалье объявил о своем кабинете 16 декабря 2019 года, который сформирован избирательным альянсом Coalición Multicolor, который состоит из Национальной партии, Партии Колорадо, Открытого Кабильдо, Независимой партии и Партии народа. Он заявил, что это будет «правительство действия», и что он хочет сформировать «правительство, которое много разговаривает с народом».

#### Внешняя политика
В первые дни президентства Лакалье Поу внешние отношения Уругвая существенно изменились по сравнению с теми, которые находились в ведении Широкого фронта. После вступления в должность он осудил правительство Николаса Мадуро в Венесуэле. Лакалье также решил не приглашать Николаса Мадуро на свою инаугурацию, кроме него не были приглашены президенты Кубы и Никарагуа.
Правительство Лакалье распорядилось о выходе Уругвая из Союза южноамериканских наций (УНАСУР), утверждая, что это произошло потому, что «это организация, которая превратилась в идеологический политический альянс вопреки целям страны по объединению». Кроме того, сообщалось, что страна вернется к Межамериканскому договору о взаимной помощи (TIAR). Кроме того сообщалось, что правительство Лакалье поддержит Луиса Альмагро в переизбрании на пост президента Организации американских государств.

#### Пандемия коронавируса
COVID-19 пандемия возникла в течение первых дней президентства Лакалье. Первые четыре случая, все завозные, были зарегистрированы 13 марта. 14 марта Лакалье потребовал отмены публичных выступлений и закрытия некоторых общественных мест. Была начата информационная кампания, и гражданам посоветовали оставаться дома. Также было объявлено о двухнедельной приостановке занятий в государственных и частных школаx. 16 марта Лакалье издал приказ закрыть все пограничные переходы, кроме международного аэропорта Карраско. Граница с Аргентиной была закрыта 17 марта в полночь.
Лакалье отказался ввести карантин, призывая к «свободе личности». 8 апреля он объявил о возобновлении работы сельских школ 22 апреля. Сообщалось также, что открытие будет в образовательных центрах во внутренних районах страны, за исключением центров Монтевидео и Канелонес. 17 апреля он сообщил, что его администрация решила создать группу, состоящую из экспертов, которая определит методы и исследования для консультирования правительства. Экспертами будут: математик, инженер-электрик и академик из Латиноамериканской академии наук Фернандо Паганини, доктор Рафаэль Ради, первые уругвайский учёный в Национальной академии наук в Соединённых Штатах и президент Национальной академии наук Уругвая, и доктор Генри Коэн, президент Национальной медицинской академии, получивший звание магистра Всемирной гастроэнтерологической организации в 2019 году.
21 мая Лакалье объявил, что занятия возобновятся в три разных дня, в зависимости от уровня образования. Сообщалось также, что посещение будет добровольным, он заявил: «Мы возвращаемся к основополагающему аспекту жизни, а именно к будущему наших детей».
29 мая он сам, вместе с секретарем администрации президента, министром национальной обороны, его личным секретарем начал карантин в ожидании теста после контакта с директором Министерства социального развития в Ривере, который заразился COVID-19.
Через день после тестирования было подтверждено, что ни он, ни другие правительственные чиновники не заразились вирусом.

## Личная жизнь
С 1980-х годов Луис Альберто Лакалье Поу любит заниматься сёрфингом. Кроме того, увлекается охотой на диких кабанов. С 2000 года женат на Лорене Понсе де Леон, у пары трое детей: Луис Альберто, Виолета и Мануэль.